# قصيبة
قصيبة بلدة سورية تأسست عام 1925 ، تقع في هضبة الجولان وهي مركز ناحية الخشنية ومركز بلدية القصيبة التي يتبع لها العديد من القرى والرسوم  وتضم اغلب المراكز الخدميه للمنطقة . و هي بلدة محررة يبلغ عدد سكانها ما يقارب 6000 نسمة. تبتعد جنوباً عن مركز محافظة القنيطرة (مدينة السلام ) 33 كم و عن العاصمة دمشق 80 كم .تحدها من الشرق مدينة جاسم التابعة لمحافظة درعا وتبتعد عنها 12 كم ومن الشمال قرية عين التينه و سويسه من الشمال الغربي وتحدها من الغرب قرية عين الفريخة و من الجنوب الغربي قرية الناصرية ومن الجنوب تحدها توأمها قرية قرقس التي تضم نفس العائلات .
تضم بلدة القصيبة عائلات ( الشريدة ، الحشيش ، الغنام ، الجفال ، الشمالي ، البخيت ، الفرج ) وهي عائلات تملك نفس النسب وتنتمي لعشيرة الحزومين وهم فخذ من قبيلة النعيم . يعمل اهلها بالزراعة وتربية المواشي والتجارة المحلية بالاضافة إلى اغتراب قسم كبير منهم في دول الخليج وخاصة الامارات و البحرين . 